# إعلان اليونسكو العالمي بشأن التنوع الثقافي
الإعلان العالمي بشأن التنوع الثقافي هو إعلان تم اعتماده بالإجماع من قبل المؤتمر العام لمنظمة الأمم المتحدة للتربية والعلم والثقافة (اليونسكو) في دورته الحادية والثلاثين في 2 نوفمبر 2001. ويدعو الإعلان الدول والمؤسسات إلى العمل معًا من أجل الحفاظ على الثقافة بجميع أشكالها، ومن أجل وضع سياسات تساعد على تبادل الأفكار بين الثقافات وإلهام أشكال جديدة من الإبداع. وهو يفسر "الثقافة" بمعناها الواسع ويربط الحفاظ على الثقافة بالقضايا المركزية لحقوق الإنسان. وهو يحدد دور اليونسكو كمكان يمكن للمؤسسات المختلفة من خلاله تطوير أفكار حول التنوع الثقافي، حيث كان موضوعًا للعديد من أنشطة اليونسكو في السنوات التي تلت ذلك. ويشمل الجمهور الرئيسي للإعلان الدول الأعضاء في اليونسكو بالإضافة إلى الهيئات الدولية وغير الحكومية، لكن العديد من المنظمات والأفراد قد استلهموا منه أيضًا.

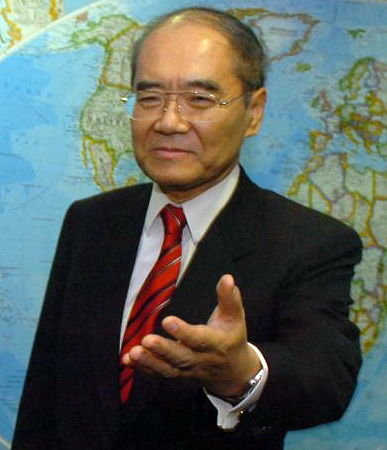
كويتشيرو ماتسورا ، المدير العام لليونسكو في وقت اعتماد الإعلان

## معلومات أساسية
بدأت عملية كتابة الإعلان في أكتوبر 2000، بناء على طلب المجلس التنفيذي لليونسكو. وكان المؤتمر العام في الثاني من نوفمبر 2001، الذي اعتمد الاعلان وهو أول اجتماع لليونسكو على المستوى الوزاري يعقد بعد هجمات الحادي عشر من سبتمبر في الولايات المتحدة. وعلى حد تعبير المدير العام كوشيرو ماتسورا، فإن الإعلان سمح للدول بالرد على الهجمات، وعلى الأصولية بشكل عام، من خلال التأكيد على أن "الحوار بين الثقافات هو أفضل ضمان للسلام" ورفض فكرة الصدام الحتمي بين الثقافات. ووصفها بأنها "إحدى الوثائق التأسيسية للأخلاقيات الجديدة التي تروج لها اليونسكو". يتضمن الإعلان المبادئ العامة التي يتوقع من الدول الأعضاء تنفيذها، بالتعاون مع المنظمات الخاصة والمدنية. وقد نشرتهذه الوثيقة مشفوعة مع خطة عمل موجزة تتضمن طرقًا مختلفة لتعزيز سبل التنوع الثقافي.
وكان هذا الإعلان أول وثيقة دولية تؤكد على قيمة التنوع الثقافي والحوار بين الثقافات. باعتبارها إعلانًا وليس اتفاقية أو معاهدة، فهي ليست ملزمة قانونًا للدول الأعضاء ولا تتطلب التصديق من قبل هيئاتها التشريعية. وبدلاً من ذلك، فإنها تضع المعايير والتوقعات التي يتعين على الدول الأعضاء الموقعة عليها والبالغ عددها 185 دولة أن تتبعها.

## المحتوى
يعرف الإعلان "الثقافة" على أنها "مجموعة السمات الروحية والمادية والفكرية والعاطفية المميزة للمجتمع أو المجموعة الاجتماعية"، مشيرًا إلى أن ذلك يشمل أنماط الحياة، وأنظمة القيم، والتقاليد، والمعتقدات بالإضافة إلى الأعمال الإبداعية. وقد استخدمت وثائق اليونسكو السابقة مصطلح "الثقافة" للإشارة إلى التحف الفنية؛ في وقت وقت إصدار هذا الإعلان، بدأت اليونسكو في استخدام "الثقافة" بطريقة أوسع تتماشى مع استخدامها في الأنثروبولوجيا. يحتوي الإعلان على اثني عشر مادة.
- تنص المادة الأولى على أن " التنوع الثقافي، باعتباره مصدرًا للتبادل والابتكار والإبداع، فهو ضروري للبشرية بقدر ما هو ضروري للتنوع البيولوجي للطبيعة. ومن هذه الناحية، فهو تراث مشترك للبشرية، وينبغي الاعتراف به والتأكيد عليه لصالح الأجيال الحالية والمستقبلية".

- وتحدد المادة 2 التعددية الثقافية ("السياسات الرامية إلى إدماج ومشاركة جميع المواطنين") باعتبارها استجابة سياسية للتنوع الثقافي ومحفزا له.

- وتحدد المادة 3 التنوع الثقافي باعتباره أحد جذور التنمية، حيث يقصد "بالتنمية" ازدهار الأفراد فضلاً عن نمو الاقتصاد.
- وتنص المادة 4 على أن التنوع الثقافي لا يجوز أن ينتهك حقوق الإنسان التي يضمنها القانون الدولي.
- وتؤكد المادة 5 على الحقوق اللغوية باعتبارها حقوقاً ثقافية وفقاً للشرعة الدولية لحقوق الإنسان.
- تؤكد المادة 6 على حرية التعبير والتعددية الإعلامية والتعدد اللغوي.
- وتدعو المادة 7 إلى "الحفاظ على التراث بجميع أشكاله وتعزيزه ونقله إلى الأجيال القادمة" لدعم الإبداع والحوار بين الثقافات.
- تنص المادة 8 على وجوب "عدم معاملة السلع الثقافية باعتبارها سلع عادية" بل ينبغي الاعتراف بها كحاملة للقيم والمعانى.
- وتنص المادة 9 على دعوة كل دولة إلى "تهيئة الظروف المواتية لإنتاج ونشر السلع الثقافية المتنوعة" من خلال السياسات المناسبة.
- وتدعو المادة 10 إلى التعاون الدولي حتى تتمكن البلدان النامية والانتقالية من بناء صناعات ثقافية قابلة للاستمرار.
- وتؤكد المادة 11 على أهمية السياسات العامة والشراكات بين المؤسسات الخاصة والعامة والمدنية، نظرا لأن قوى السوق وحدها لا تستطيع حماية التنوع الثقافي.
- وتحدد المادة 12 دور اليونسكو: وهو دمج مبادئ الإعلان في الهيئات الدولية الأخرى، والعمل كمنتدى يمكن من خلاله للعديد من أنواع المنظمات تطوير الأفكار والسياسات لدعم التنوع الثقافي.

وتربط خطة العمل بين التنوع الثقافي وحقوق الإنسان بشكل أكثر وضوحا من اللغة الحذرة الواردة في المواد. وتشير الخطة إلى التنوع اللغوي وحرية التعبير وحماية اللغات والمعرفة الأصلية وحرية تنقل الأشخاص.

## روابط خارجية
- الإعلان العالمي بشأن التنوع الثقافي باللغات العربية والصينية والإنجليزية والفرنسية والبرتغالية والروسية والإسبانية.